# Kujawy (Kraków)
Kujawy – obszar Krakowa wchodzący w skład Dzielnicy XVIII Nowa Huta, przyłączony do Krakowa w 1951 r. Dawny przysiółek wsi Pleszów. Znajduje się tutaj Zakład Oczyszczania Ścieków „Kujawy”  dla miasta Krakowa, a także port rzeczny nad Wisłą, utworzony dzięki spiętrzeniu rzeki przez Stopień Wodny Przewóz. Jest to port typu basenowego, posiadający pionowe nabrzeże i bocznicę kolejową. Powstały przy nim dwie stacje pomp dla Huty im. Lenina. Są to stacje pomp STP-1 i STP-2. Port został wykopany pierwotnie dalej niż jest obecnie, czyli do STP-1. Został zasypany na początku budowy.